# Viaduc de Saint-Saturnin
Le Viaduc de Saint-Saturnin, construit en forte courbe sur la vallée de la Santoire, est l'une des attractions du parcours ferroviaire touristique du Gentiane express, lorsque ce dernier fait une incursion à plus de mille mètres d'altitude, par le haut massif du Cézallier avant de s'arrêter à la gare de Landeyrat-Marcenat. Il est situé à six kilomètres au sud-est de la ville de Condat, dans le département du Cantal.

## Histoire
La ligne de Bort-les-Orgues à Neussargues, dont le principe a été arrêté en 1892, a permis de désenclaver les bourgs du nord du département du Cantal, au pays des marchands de toile, mais sa construction a été très longue. Le viaduc de Saint-Saturnin n'a été achevé qu'en 1905, après trois ans de travaux. En raison d'un parcours très accidenté dans la partie traversant le Cézallier, il a fallu construire cinq viaducs pour la plupart proches les uns des autres: viaduc de Salsignac, viaduc de Barajol, viaduc de Chassagny, viaduc de Lugarde et viaduc de Saint-Saturnin. Les conditions climatiques, difficiles en hiver, empêchèrent le développement d’un véritable trafic sur la ligne Bort-les-Orgues - Neussargues. Jusqu'aux années 1980, la ligne de chemin de fer fut utilisée pour monter des troupeaux vers les estives. Le train a ainsi convoyé jusqu'à 10 000 têtes de bétail par été.
La ligne a été fermée au service des voyageurs le 26 mai 1990 et au trafic des marchandises le 31 août 1991, mais deux ans après, un groupe de passionnés du patrimoine ferroviaire a fondé l’Association des Chemins de Fer de la Haute Auvergne. En 1997, ils obtiennent l’exploitation du train touristique Gentiane express sur le parcours entre Riom-ès-Montagnes et Lugarde, dans le Cantal. Au cours de la saison d'été, le viaduc est le terminus d'un circuit de vélorail.

## Caractéristiques
D'une longueur totale de 206 mètres et d'une hauteur de 36 mètres, le viaduc trace une courbe de 200 m de rayon. Il permet de franchir la vallée de la Santoire, avec pour caractéristique de présenter une très forte courbure. Il a été entièrement construit en pierre basalte, matériau issu des volcans du Cézallier, dans un paysage sauvage, au cœur du Parc des Volcans d'Auvergne. Bordée par des troupeaux de Salers (race bovine), il est voisin du viaduc de Lugarde et du viaduc de Garabit.